# Công viên cảnh quan Śnieżnik
Công viên cảnh quan Śnieżnik (Śnieżnicki Krajobrazowy) là một khu vực được bảo vệ (Công viên cảnh quan) ở phía tây nam Ba Lan, được thành lập vào năm 1981, và có diện tích 288,00 kilômét vuông (111,20 dặm vuông Anh). Nó nằm giữa khối núi Snieżnik và dãy núi Golden, hai dãy núi ngắn hơn ở Đông Sudetes, dọc biên giới với Cộng hòa Séc. Nó là một phần của khu dự trữ sinh quyển xuyên biên giới Krkonose / Karkonosze, hệ thống núi và cao nguyên hỗn hợp, mang tên định danh của UNESCO.
Công viên Cảnh quan được đặt theo tên của đỉnh cao nhất trong dãy núi, Śnieżnik (1,424 m), tạo thành một hình tam giác với (phát âm âm tương tự) Śnieżka, cũng như các đỉnh Ślęża, cách xa nhau, chỉ được nối với nhau bằng một con đường mòn đi bộ màu đỏ cho khách du lịch có kinh nghiệm.

## Vị trí
Các Śnieżnik Cảnh Vườn nằm trong Dolnoslaskie: trong huyện Klodzki (Gmina bystrzyca klodzka, Gmina Klodzko, Gmina Ladek-Zdrój, Gmina Międzylesie, Gmina Stronie Śląskie) và Ząbkowicki (Gmina Złoty Stok).
Trong Công viên Cảnh quan có năm khu bảo tồn thiên nhiên.